# Zemplén FM
A Zemplén FM nevű rádióállomás 2021. február 1-én indult sátoraljaújhelyi rádióállomás. A rádióállomás nap huszonnégy órában sugárzott könnyűzenék mellett helyi híreket, közlekedési információkat, valamint sport és gazdasági riportokat is közvetít. Kísérli adása zenével, reklámmal, és a rádióállomás szignáljával 2020. decemberében elindult. A rádióállomás az FM 104,9 frekvencián sugároz,  szlogenje „Helyben a legjobbak…”

## Indulása
A Nemzeti Média- és Hírközlési Hatóság 2020. március 24-én tette közzé a Sátoraljaújhely 104,9 MHz kereskedelmi használatáról szóló felhívást, melyre a Zemplén TV-t is üzemeltető Zemplén Televízió Közhasznú Nonprofit Kft. által beadott pályázat 2020. május 13-án érkezett be a grémiumhoz. A NMHH 2020. június 24-én vette pályázati nyilvántartásba a sátoraljaújhelyi cég által beadott pályázatot. A hatóság 2020. július 28-án hozott döntése értelmében egyedüli pályázóként Zemplén Televízió Közhasznú Nonprofit Kft nyerte meg a frekvencia hasznosítására szóló pályázatot, a szerződéskötést 2020. szeptember 1-én zárták le.

### Halasztások
Noha az eredeti szerződés értelmében a Zemplén FM adásának 2021. január 6-án el kellett volna indulnia, később kétszer is módosították ezt az időpontot.

## Tematika
A Zemplén FM napi huszonnégy órában változatos könnyűzenei kínálatot nyújt 90-es évektől a legfrissebb újdonságokig. Óránként, 6:00-10:00 között pedig félóránként jelentkeznek a legfrissebb hírekkel, időjárással. Jelenleg műsorok, műsorblokkok, műsor szignálok még nincsenek a rádióban. Munkanapokon 6:00-10:00 között színes témákkal, helyi információkkal hallható műsorvezetés. 10:00-14:00-ig színes témákkal és helyi információkkal műsorvezetés hallható. 14:00 és 16:00 (hétfő, szerda, péntek) valamint 18:00 (kedd, csütörtök) között csak zenei összeállítás szól a Zemplén FM-en, műsorvezetés nélkül. Hétfő, szerda, pénteki napokon 16:00-20:00 között színes témákkal és sportos információkkal műsorvezetés hallható. Kedd és csütörtöki napokon 18:00-20:00 között a reggeli műsor legjobb témáinak a válogatása hallható. Szombaton 7:00-11:00-ig színes és izgalmas témákkal műsorvetés hallható, 11:00-15:00 között utazási és kikapcsolódással kapcsolatos témában műsorvezetés hallható. 15:00-19:00 között élő kívánságműsor várja a hallgatókat. Vasárnap 7:00-11:00 között színes és sportos témákban műsorvezetés hallható, majd 11:00-15:00-ig életmód és színes hírekkel műsorvezetés szól. Utána 15:00-19:00 között életmód és női témákkal műsorvezetés hallható, majd 19:00-21:00 között az Intim részek átvett rádióműsor hallható. Minden nap 5:00-6:00 között Reggeli néven 20-30 perces közszolgálati, közéleti beszélgetés hallható. Vasárnap kivételével minden este 20:08-tól esti mese szól. 21:00 és 22:00 között napi hírösszefoglaló hallható helyi, belföldi, bulvár és nemzetközi hírek témában. 22:00-23:00 között ismét esti mese, majd az Esti gyors című 20-30 perces közszolgálati, közéleti beszélgetés szól. 23:00-5:00 között minden nap zenei válogatás hallható a Zemplén FM-en.